# Wish-Bone
Wish-Bone es una marca estadounidense de aderezos para ensaladas, adobos, salsas y ensaladas de pasta.  El aderezo para ensaladas original se basó en una receta que se servía en el restaurante Wishbone en Kansas City, Missouri, fundado por el exsoldado Phillip Sollomi en 1945 junto con Lena Sollomi, la madre de Phillip. El aderezo italiano servido en el Wishbone se basó en una receta de la familia siciliana de Lena Sollomi que era una mezcla de aceite, vinagre, hierbas y especias. La demanda del aderezo para ensaladas resultó ser tan alta que Phillip inició una operación separada para producirlo para la venta, haciéndolo por barril. La marca fue adquirida por Lipton, parte del portafolio de Unilever, en 1958, y fue fabricada en el área de Kansas City. En 2013, Pinnacle Foods adquirió Wish-Bone de Unilever. A su vez, ConAgra adquirió Pinnacle Foods el 26 de octubre de 2018.

## Variedades
- Balsamic and Basil Vinaigrette
- Raspberry Hazelnut Vinaigrette
- Italian¹
- House Italian
- Robusto Italian¹
- Fat Free Italian
- Light Italian
- Balsamic Vinaigrette
- Red Wine Vinaigrette
- Light Raspberry Walnut Vinaigrette
- Greek Vinaigrette
- Ranch
- Light Ranch
- Fat Free Ranch
- Light Parmesan Peppercorn Ranch
- Cheddar Bacon Ranch
- Buffalo Ranch
- Light Buffalo Ranch
- Deluxe French
- Chipotle Ranch
- Light Deluxe French
- Sweet and Spicy French
- Light Sweet and Spicy French
- Chunky Blue Cheese
- Light Blue Cheese
- Fat Free Chunky Blue Cheese
- Creamy Caesar
- Light Creamy Caesar
- Creamy Italian
- Russian
- Thousand Island
- Light Thousand Island
- Light Honey Dijon
- Sweet and Spicy Honey Mustard
- Western Original
- Fat Free Western
- Light Western